# Sue Grafton

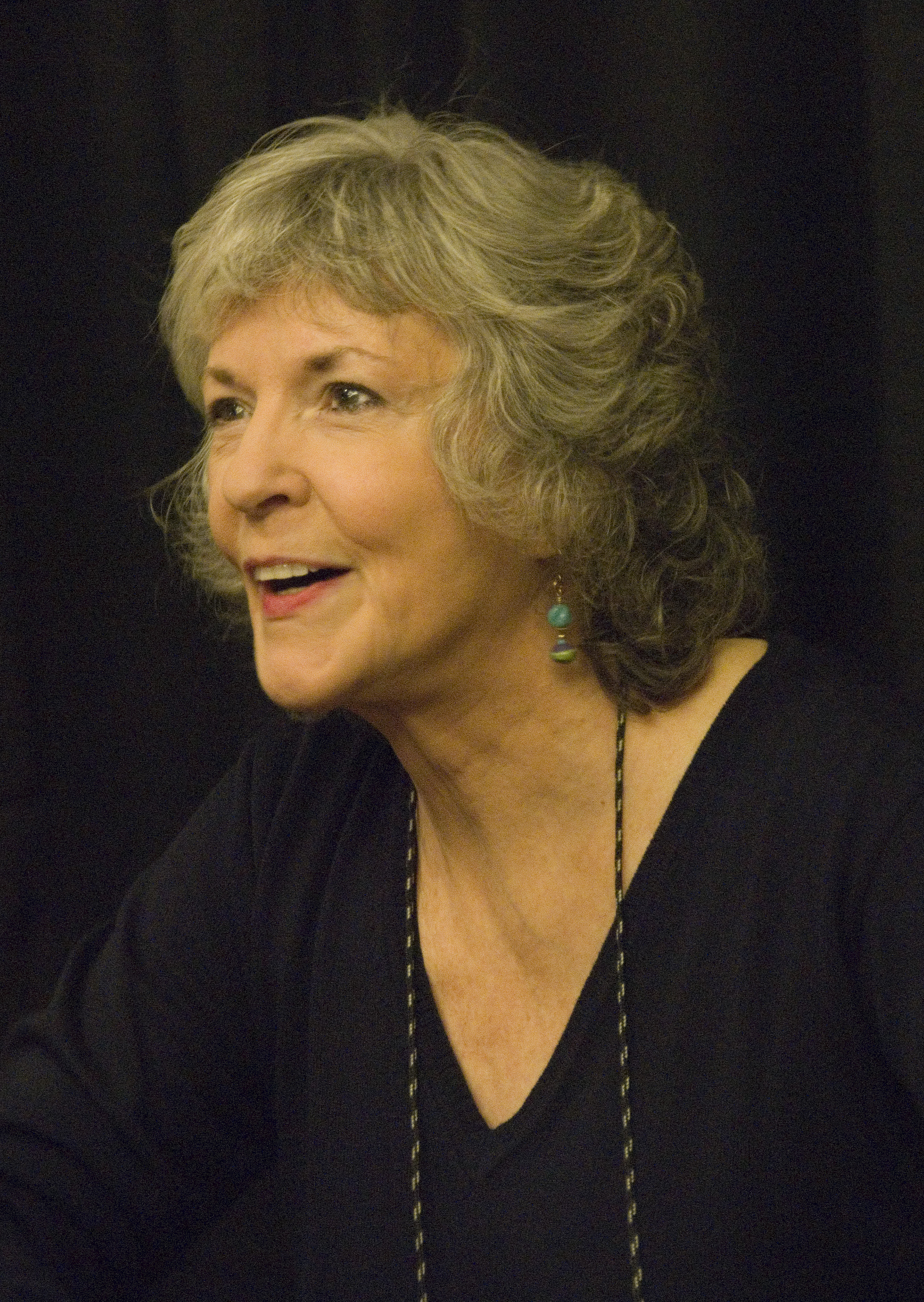
Sue Grafton (2009)

Sue Taylor Grafton (* 24. April 1940 in Louisville, Kentucky; † 28. Dezember 2017 in Santa Barbara, Kalifornien) war eine US-amerikanische Krimi-Schriftstellerin.

## Leben
Sue Grafton war die Tochter des Rechtsanwalts und Krimiautors Cornelius Warren Grafton und Vivian Harnsberger. Sie machte einen Bachelorabschluss in Englischer Literatur an der University of Louisville und während sie in einem Krankenhaus arbeitete, schrieb sie Fernsehdrehbücher. 1967 erschien ihr erster Roman Keziah Dane und 1969 ihr zweiter Roman The Lolly-Madonna War, beide wurden nicht ins Deutsche übersetzt, aber der Zweite wurde unter dem Titel Lolly-Madonny XXX 1973 verfilmt. Erst 1982 begann die Krimireihe, für die sie berühmt wurde.
Seither löste ihre Privatdetektivin Kinsey Millhone ihre Fälle in alphabetischer Reihenfolge von A is for Alibi bis zum letzten Fall Y is for Yesterday. In den Übersetzungen ins Deutsche wurden die Alphabettitel nicht durchgängig und nur als Untertitel verwendet. Nach Aussage von Graftons Tochter Jamie Clark wird es den Z-Fall nicht mehr geben, weil ihre Mutter „es keinem Ghostwriter erlaubt hätte, in ihrem Namen zu schreiben. […] Für uns, ihre Angehörigen, endet das Alphabet jetzt bei Y.“ Der letzte Band sollte Z Is for Zero heißen und war zur Veröffentlichung für 2019 vorgesehen. Kürzlich gaben A + E Studios bekannt, dass sie die Filmrechte an der Alphabet-Serie erworben haben. Sue Graftons Ehemann Steve Humphrey wird als ausführender Produzent die Entstehung der Verfilmung begleiten.
Kinsey Millhone, zweifach geschieden, kurzzeitig Polizistin, ist Privatdetektivin in der – fiktiven – kalifornischen Kleinstadt Santa Teresa, welche auf der realexistierenden Stadt Santa Barbara in Kalifornien basiert.
Grafton benutzte die Ortsbezeichnung Santa Teresa als Huldigung für den Krimiautor Ross MacDonald, der die Stadt Santa Barbara in seinen Romanen so bezeichnete.
Sue Grafton war Präsidentin der Mystery Writers of America und lebte im kalifornischen Santa Barbara. Sie war zwei Mal verheiratet, hatte drei Kinder und mehrere Enkel. Sue Grafton starb Ende Dezember 2017 im Alter von 77 Jahren an den Folgen einer Krebserkrankung. Seit dem Jahre 2019 verliehen ihr langjähriger Verlag G.P. Putnam’s Sons und die Mystery Writers of America einen Sonderpreis in Gedenken an Sue Grafton: Den „G.P. Putnam’s Sons - Sue Grafton Memoriam Award“.

## Auszeichnungen
- 1982: Anthony Award – Bester Roman für C is for Corpse (dt.: C wie Callahan. Ullstein, Frankfurt/M. 1988)
- 1986: Shamus Award – Bester Roman für B is for Burglar (dt.: B wie Bruch. Ullstein, Frankfurt/M. 1987)
- 1987: Anthony Award – Bester Roman dto.
- 1987: Anthony Award – Beste Kurzgeschichte für The Parker Shotgun
- 1991: Maltese Falcon Award für F is for Fugitive (dt.: Sie kannte ihn flüchtig. Fischer, Frankfurt/M. 1990)
- 1991: Shamus Award – Bester Roman für G is for Gumshoe (dt.: G wie Galgenfrist. Fischer, Frankfurt/M. 1992)
- 1992: Anthony Award – Bester Roman dto.
- 1995: Shamus Award – Bester Roman für K is for Killer (dt.: Frau in der Nacht. Goldmann, München 1995)
- 2008: Cartier Diamond Dagger lifetime achievement award der britischen Crime Writers Association für ihr bisheriges Lebenswerk
- 2009: Grand Master Award (zusammen mit James Lee Burke)
- 2013: Anthony Award/Auszeichnung für das Lebenswerk in Anerkennung des bisherigen Lebenswerkes

## Publikationen (Auswahl)

### Kinsey-Millhone-Reihe (Auswahl)
- Nichts zu verlieren. A wie Alibi. Edel Elements, ISBN 978-3-95530-486-7.
- In aller Stille. B wie Bruch. Edel Elements, ISBN 978-3-95530-487-4.
- Abgrundtief. C wie Callahan. Edel Elements, ISBN 978-3-95530-488-1.
- Ruhelos. D wie Drohung. Edel Elements, ISBN 978-3-95530-489-8.
- Kleine Geschenke. E wie Eigennutz. Goldmann 1999, ISBN 978-3-442-43702-3.
- Sie kannte ihn flüchtig : (F wie Fälschung). Goldmann 2000, ISBN 978-3-442-44854-8.
- Hoher Einsatz. G wie Galgenfrist. Edel Elements 1990, ISBN 978-3-95530-554-3.
- Frau in der Nacht, K wie Killer. Edel Elements, ISBN 978-3-95530-432-4.
- Letzte Ehre. L wie Leichtsinn. Goldmann, ISBN 978-3-442-05509-8.
- Goldgrube. M wie Missgunst. Goldmann, ISBN 978-3-442-44802-9.
- Tödliche Gier. P wie Panik. Goldmann, ISBN 978-3-442-46235-3.
- Totenstille. Q wie Quittung. Goldmann, ISBN 978-3-442-46185-1.
- Ausgespielt. R wie Rache. Goldmann, ISBN 978-3-442-41663-9.